# 新阿钦
新阿钦（羅馬化：Nor Hachn），是亚美尼亚科泰克州新阿钦市镇的城镇及其行政中心。该镇设立于1953年，位于赫拉茲丹河右岸。2011年人口普查时该镇的人口数量为9,307人。2016年官方估计的人口数量为8,400人。

## 辞源
该镇的名字是用以纪念位于奇里乞亚地区的亚美尼亚城镇阿钦（今土耳其境内，改名为萨因贝利）。

## 友好城市
- 法國 罗讷河畔沙斯

## 图集

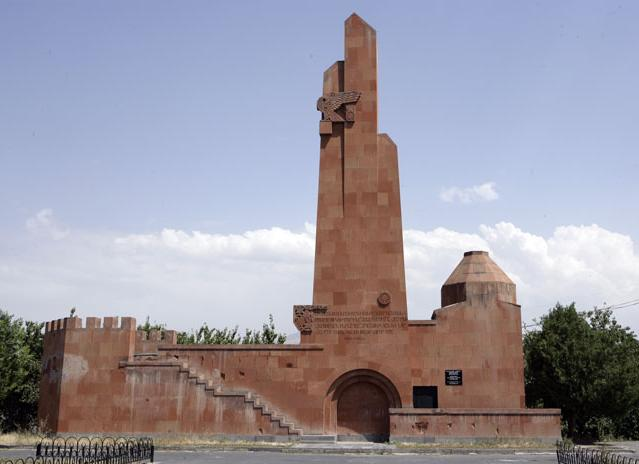
亚美尼亚大屠杀纪念碑
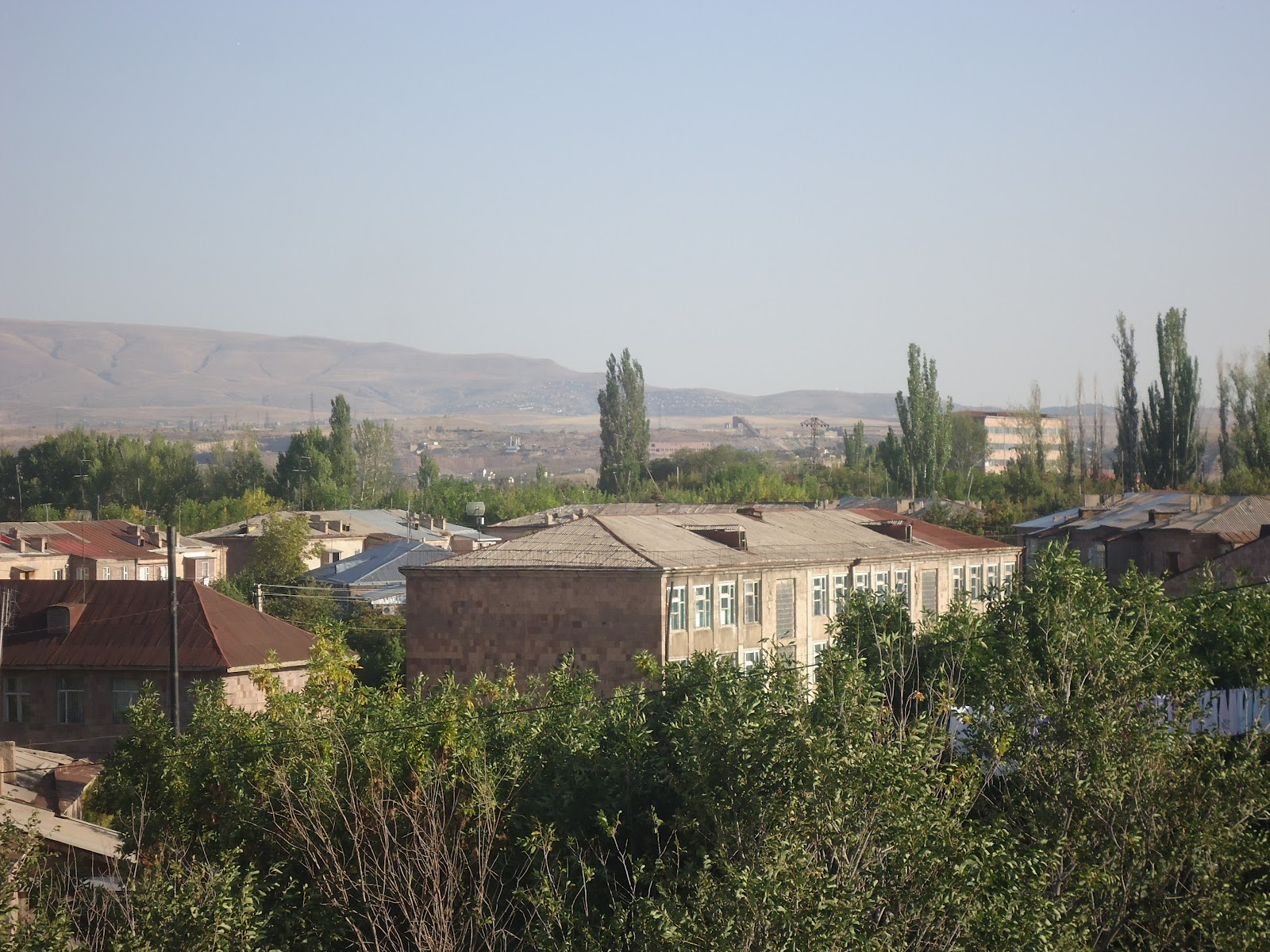
市容